# Тротта-Трейден
Тротта-Трейден (нем. Trotta, genannt Treyden) — дворянский род.
В некоторых источниках пишется как фон Тротта-Трейден, Тротта-фон-Трейден.

## История
Дворянский род восходит к XV веку, происходит из Мейссена курфюршество Саксония.
Ниже приведены некоторые персоналии дворянского рода:
- Матфей Трейден — пехотный полковник, командир, сформированного в Москве из рекрут, в 1700 году, полка под его именем, а именно Пехотный Матфея Трейдена полк[4].
- Тимофей Иванович Трейден был при Петре Великом пехотным полковником, командиром сформированного в 1702 году, полка под его именем, а именно Пехотный Тимофея Трейдена полк, позже генерал-майором и уволен от службы в 1733 году.
- Яков Трейден был бригадиром и комендантом в Выборге (1739 год).
- Бенигна-Готлиба Тротта-Трейден (1703—1782) была женою Эрнста-Иоанна Бирона, герцога курляндского[3].
- Текле-Катарина Тротта фон Трейден (Фекле, Thekla), Бисмарк, Фекла (1705—1780), родная сестра герцогини Бенигны Готлибы Бирон, вышла замуж, 15 мая 1733 году, за вдовца генерал-майора Лудольфа Августа фон Бисмарка[5][6]. При дворе Анны Иоанновны была камер-фрейлиной. Фельдмаршал Миних, для поддержания своего влияния при дворе, намеревался женить на ней своего сына, графа Иоанна Эрнста. Молодой Миних не мог её полюбить, однако согласился беспрекословно исполнить волю отца, но получил от неё отказ[5].
- Иван фон Трейден — комендант Кёнигсберга (лето 1758 года — 28 января 1759 года) во время Семилетней войны. Состоял в браке, сыновья: Христофор и Леонтий.

Род Тротта-Трейден, на начало XX столетия угасший, был внесён в матрикулы курляндского дворянства.

## Описание герба
Щит четверочастный. В первой и четвертой частях в золотом поле черный ворон с золотым перстнем в клюве, обращенный к оси щита, сидящий на тройном зеленом холме. Во второй и третьей части в черном поле стропило, составленное из двойного ряда серебряных и красных шашек.
Щит увенчан двумя шлемами: правый — коронованный дворянский, левый — покрытый герцогской красной шапкой с горностаевым околышем. Нашлемники: правый — сидящая золотая собака; левый — два черных сложенных орлиных крыла, обремененных каждое тремя в столб серебряными сердечками, сопровождаемыми вокруг четырьмя красными сердечками. Наметы: правый — черный с золотом; левый — красный с серебром.